# Nezumia longebarbata
Nezumia longebarbata es una especie de pez de la familia Macrouridae en el orden de los Gadiformes.

## Morfología
• Los machos pueden llegar alcanzar los 40,5 cm de longitud total.

## Hábitat
Es un pez de aguas profundas que vive entre 1.440-1.710 m de profundidad.

## Distribución geográfica
Se encuentra en el   Madeira y el Golfo de México.